# Karel Sezima
Karel Sezima, vl. jménem Karel Kolář (13. října 1876, Hořovice – 14. prosince 1949, Praha) byl úředník, český spisovatel a literární kritik.

## Život
Pocházel z učitelské rodiny v Hořovicích. Vystudoval gymnasium v Příbrami (1887–1895) a práva v Innsbrucku (1895–1897) a v Praze (1897–1899). V roce 1901 vstoupil do státní konceptní služby finanční v Nové Pace a krátce poté se stal vrchním finančním radou v Praze.
Od devadesátých let přispíval beletrií i kritikami do Nivy, Literárních listů, Samostatnosti (1911–1914), Národního obzoru, Rozhledů, Pokrokové revue, Literárních novin (1938–1941) a hlavně do Lumíra, v němž vedl stálou kritickou kroniku o české próze. Napsal celou řadu knih a studií, některé z nich se týkaly jeho rodného kraje Brd. Je zařazován mezi impresionisty z okruhu České moderny. Používal řadu pseudonymů: J.Zvonař, K.Budil a pro noviny řady zkratek. Zatímco knihy velice brzy zastaraly, jeho kritická tvorba je ceněna i dnes.
Zemřel roku 1949 v Praze, pohřben byl na městském hřbitově v rodných Hořovicích.

## Literární činnost

### Novely a romány
- Kouzlo rozchodu (1897) – sensitiva [4]
- Passiflora (1903) – historie ženské mučivé lásky [5]
- V soumraku srdcí (1913), o vesnici zachvácené spiritickým hnutím
- Host (1916), život brdského maloměsta
- Za přeludem (1916) – tři prósy [6]
- Štvanice (1917)
- Dravý živel (1924) – román, část I. a II. [7] část III. a IV. [8]
- Hudba samoty (1926)
- Z mého života (1946–1949), 4 svazky autobiografie [9]

### Kritické studie knižně
- Podobizny a reliefy (1919) – studie o domácí próze soudobé [10]
- Krystaly a průsvity (1928)
- Masky a modely (1930)
- Olymp kraje (1934)
- Mlází (1936) – studie o domácí próze soudobé [11]
- Výbor z krásné prózy československé (1932), deset dílů